# 천보성
천보성(千普成, 1953년 6월 11일 ~ )은 전 KBO 리그 삼성 라이온즈의 내야수이자, 전 LG 트윈스의 감독이다.

## 생애
경상북도 영천 출신으로 경북고등학교와 한양대학교를 졸업하였다. 졸업 이후 실업 야구 팀 롯데를 거쳐 1982년 KBO 리그가 출범하자 연고 팀 삼성 라이온즈의 창단 멤버가 되었다. 동대문에서 열린 MBC 청룡과의 프로 원년 개막전에서 MBC 투수 이길환을 상대로 1회 초 선두 타자로 나서 KBO 리그 1호 타석의 주인공으로 기록되는 영광을 누렸다. 이후 삼성 라이온즈에서 3년간 선수 생활을 하다 은퇴하고 코치를 맡아 역대 프로선수 출신 1호 코치가 됐다. 미국에 야구 연수를 다녀온 후 1993년 LG 트윈스의 수석 코치로 부임하였다.
1996년 이광환 감독이 성적 부진과 코치진과의 갈등으로 사임하자 감독 대행을 맡았고 1997년 LG 트윈스의 정식 감독으로 부임하였으며 1997 시즌을 2위로 마감해서 1997년 한국 시리즈에 진출했으나 해태 타이거즈에게 패하고 말았다.
이듬해는 시즌 3위로 마감하여, 플레이오프에서 OB 베어스를 물리치고 1998년 한국 시리즈에 진출했으나, 현대 유니콘스에게 또 다시 패해 고배를 마셨는데 당시 주전 마무리였던 앤더슨이 중반 이후 부진을 보이자 1996년 중반부터 선발로 전향한 김용수를 선발-구원-마무리로 마구잡이 투입시키는 소강수를 뒀으며 이 탓인지 김용수는 선발로만 17승을 거둔 현대 정민태 때문에 삼성 스콧 베이커와   15선발승으로 선발승 공동 2위에 머무른 데다 정규시즌 MVP도 홈런-타점 2관왕인 OB 우즈에게 빼앗기는 수모를 당했다.
더군다나, 1998년 한국시리즈 당시 현대 유니콘스 감독이자 MBC 청룡 LG 트윈스 태평양 돌핀스에서 선수 생활을 한 김재박 감독은 우승 다음 해인 1999년   중반 이후 포스트시즌 진출과 거리가 멀어지자 8월 28일 쌍방울전에서 선발승으로 19승을 거둔 에이스 정민태를 팀 사정상 구원으로도 출격시켰으며(4월 28일 한화전 세이브, 7월 12일 해태전 구원승, 9월 27일 두산전 세이브, 9월 29일 쌍방울전 세이브) 이 같은 코칭스태프의 마구잡이 기용 탓인지 정민태는 컨디션 조절에 실패한 데다 급기야 막판 3차례의 선발등판에서 3패만 기록했고 결국 10월 7일 쌍방울전에서 선발승으로 천신만고 끝에 20승을 기록할 수 있었으나(1구원승이 포함되어 있어서 선발 20승은 아님) 팀은 포스트시즌 진출과 거리가 멀었으며 정규시즌 MVP도  홈런,타점 2관왕인 삼성 이승엽에게  빼앗기는 수모를 당했다.
게다가, 김재박 감독은 2000년에 정민태 김수경 임선동 이들 같은 팀 소속 투수 3명을 공동 다승왕이 되도록 조정인지 조작인지 모를 행위까지 했다는 비난을 샀고 이 탓인지 정민태는 3년 연속 최다 선발승(98년 17, 99년 19, 2000년 18)을 기록하긴 했지만 모두 정규시즌 MVP와 거리가 멀었으며 2003년에는 다승-승률 2관왕에 올랐으나 방어율이 2점대 이상(3.31)이라 그 해 당시 아시아 최다홈런 신기록을 세운 홈런-타점 2관왕 이승엽한테 정규시즌 MVP를 빼앗겨야 했다.
이러한 호성적을 바탕으로 1999년 재개약에 성공했으나, 이해부터 시작된 양대 리그제에서 매직 리그 3위라는 저조한 성적을 거둔 채 프런트와 마찰을 빚어 사임하고 이광은에게 감독직을 넘겼는데 전년도 주전 마무리였던 앤더슨이 쌍방울로 이적하자 1996년 중반부터 선발로 전향한 김용수를 마무리로 돌렸지만 최향남이 시즌 막판 장염 때문에 1군 엔트리에서 제외되어 선발로 보직 변경시키기도 했는데 2002년 시즌 후 2년 계약 종료와 함께 자연스럽게 물러난 이광환 감독의 후임으로 한화 이글스 6대 감독 물망에 올랐으나 불발됐으며 2000년 시즌 후 이광환 감독이 2년 계약을 맺으면서 감독 부임할 당시 수석코치를 맡았던 사람이자 지역연고(대전) 출신인 한편 프로선수 출신 1호 감독(92년 OB)이기도 한 윤동균 코치에게도 제안이 갔지만  갑작스럽게 팀을 떠나 좌절됐고 유승안 전 코치가 천신만고 끝에 제 6대 감독으로 부임했다.
2004년부터 모교인 한양대학교의 감독을 맡았으며 2011년에는 야구 월드컵 대표팀을 이끌었다. 그러나 2012년 돈을 받고 학생을 입학시킨 사실이 드러나 한양대학교 야구부 감독에서 해임되었다.
입시비리 사건 이후 2012년 9월 12일에 부인이 투신 자살하였다.

## 출신 학교
- 대구삼덕초등학교
- 경북중학교
- 경북고등학교
- 한양대학교

## 등번호
- 7 - 삼성 라이온즈
- 67 - 삼성 라이온즈
- 76 - LG 트윈스